# Pyramiden (Peter-I.-Insel)
Pyramiden (norwegisch für Pyramide) ist ein 400 m hoher Nunatak im Südwesten der antarktischen Peter-I.-Insel. Er ragt an der Ostflanke des oberen Abschnitts des Zavodovskijbreen auf.
Wissenschaftler des Norwegischen Polarinstituts benannten ihn 1987 deskriptiv.